# Onze-Lieve-Vrouw en Sint-Jozefkerk

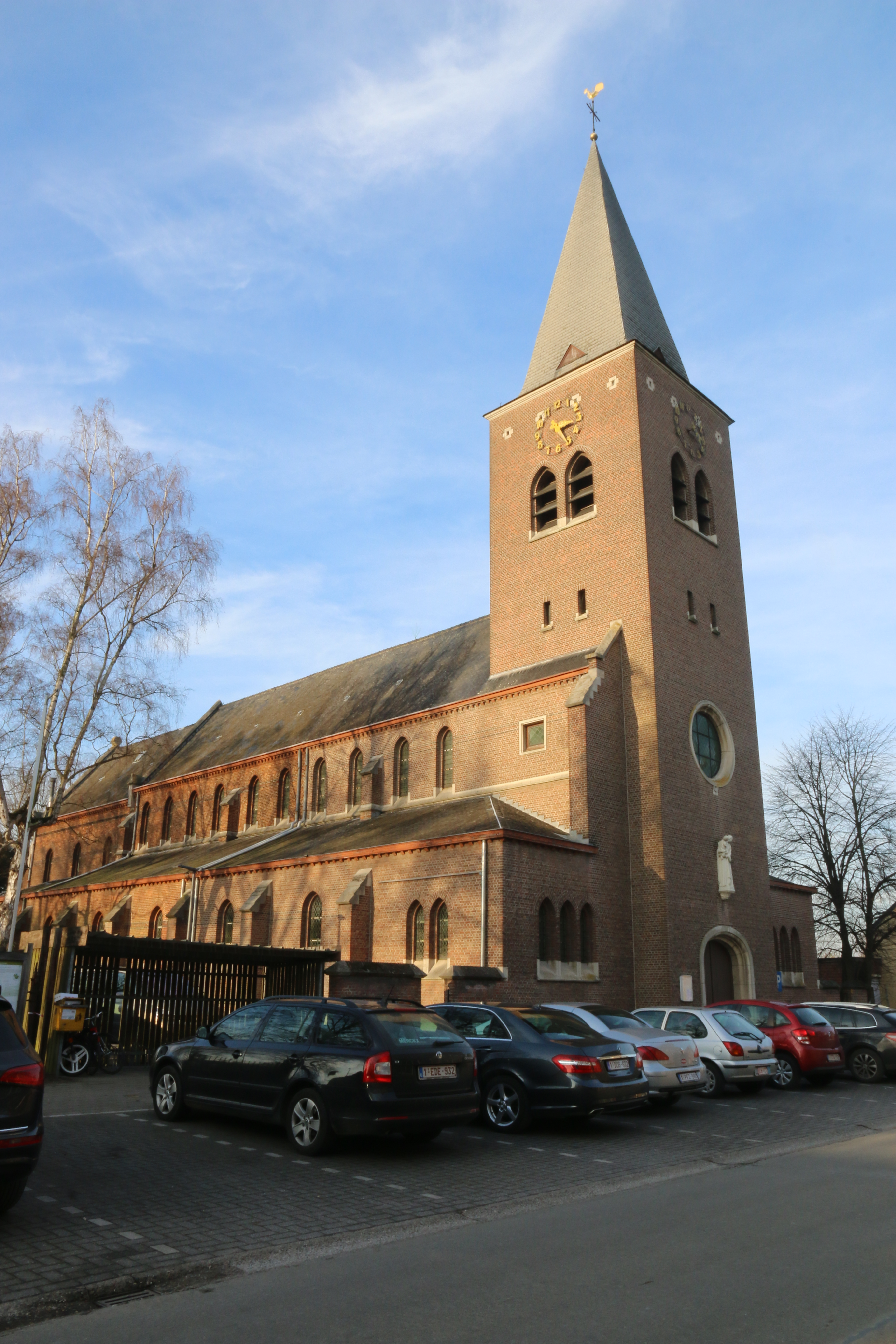
Onze-Lieve-Vrouw en Sint-Jozefkerk

De Onze-Lieve-Vrouw en Sint-Jozefkerk is de parochiekerk van de tot de Antwerpse gemeente Heist-op-den-Berg behorende plaats Pijpelheide, gelegen aan de Schrieksesteenweg 60.

## Geschiedenis
In 1860 werd te Pijpelheide een kapel gebouwd, mede gefinancierd door de familie Della Faille, die het Kasteel Ter Laken bewoonde. De kapel werd ontworpen door Joseph Schadde. Deze kapel was naar het westen georiënteerd overeenkomstig het beschikbare perceel. In 1861 werd Pijpelheide erkend als kapelanie.
Nadat in 1864 het Station Booischot was geopend, dat in de nabijheid van Pijpelheide lag, nam de bevolking daar toe. In 1875 werd Pijpelheide erkend als hulpparochie. In 1889-1890 werd de kapdel vergroot tot parochiekerk naar ontwerp van Leonard Blomme. Daarbij werd een koor gebouwd en voorzien van drie westelijke traveeën. In 1954 werd de kapel verder verlengd met twee oostelijke traveeën en werd een toren gebouwd, dit alles naar ontwerp van René Joseph Van Steenbergen.

## Gebouw
Het betreft een driebeukige basilicale kerk met ingebouwde oosttoren in voornamelijk neogotische stijl. De middenbeuk wordt overkluisd door een spitstongewelf, de zijbeuken door kruisribgewelven.
Het meubilair is neogotisch. De glas-in-loodramen zijn van 1956 en 1961.